# 通入寺 (台東区)
通入寺（つうにゅうじ）は、東京都台東区にある真宗大谷派の寺院。

## 歴史
1606年（慶長11年）、釈永徳によって開山された。元々は八丁堀岡崎町（現・東京都中央区八丁堀）に位置していたが、1635年（寛永12年）に現在地に移転した。
現在の山号は「唯有山」であるが、かつては「紫雲山」であった。
大火や震災などで堂宇や文書類を全て焼失している。墓地には木曽御嶽信仰の木食普寛の墓があると伝わっている。

## 交通アクセス
- 南千住駅より徒歩16分（経路案内）。
- 日比谷線三ノ輪駅より徒歩約21分（経路案内）。